# Fundregion Kalkriese

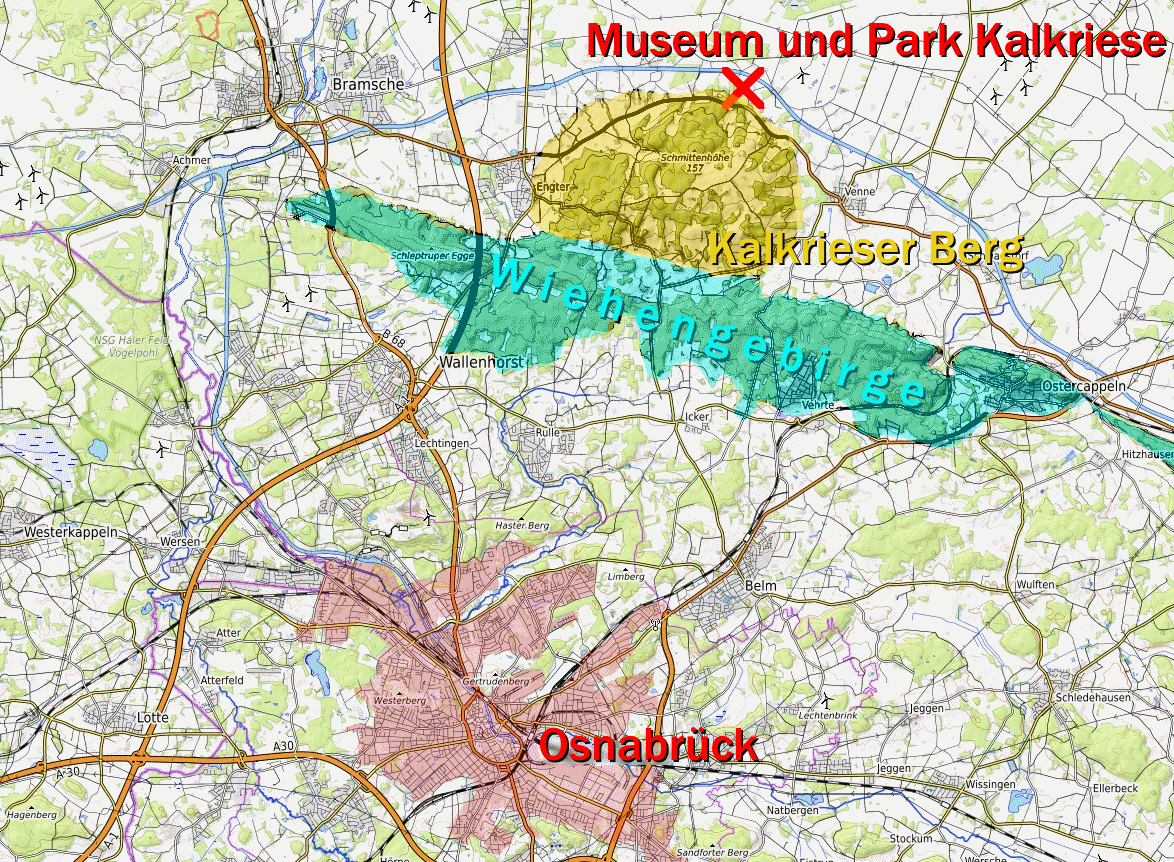
Lage der Fundregion und des Museums; Kalkrieser Berg gelb, Wiehengebirge grün hervorgehoben.

Die Fundregion Kalkriese ist ein Areal in der Kalkrieser-Niewedder Senke in Bramsche im Osnabrücker Land, das aufgrund einer Vielzahl römischer Funde als möglicher Ort der Varusschlacht von 9 n. Chr. oder einer anderen Auseinandersetzung der Römisch-Germanischen Kriege gilt. Neben dem Römerlager Hedemünden, dem Fundplatz Bentumersiel, dem Römischen Marschlager von Wilkenburg und dem Harzhorn gehört das Gebiet zu den wenigen größeren römischen Fundstellen in Norddeutschland. Die Ausgrabungen sind im Museum und Park Kalkriese ausgestellt.
Im Zuge der Augusteischen Germanenkriege in den Jahrzehnten um den Beginn der christlichen Zeitrechnung fanden im rechtsrheinischen Germanien, der Germania magna, mehrere größere Schlachten statt. Die Deutung der Funde ist sehr umstritten: Bei der Fundregion Kalkriese könnte es sich um den Schauplatz der Varusschlacht (9 n. Chr.), aber auch um den der Schlacht des Caecina oder anderer Kämpfe während der Germanicus-Feldzüge (14–16 n. Chr.) handeln. Die Entdeckung eines zweiten Walles im Sommer 2016 und spektakuläre Münzfunde 2016 und 2017 könnten ein neues Licht auf die Schlachtsituation werfen. Während die These, dass die Kämpfe in der Fundregion mit dem Varuskrieg in Zusammenhang stehen, durch die neuen Funde gestützt zu werden scheint, ist die unmittelbare Identifikation des Kampfplatzes mit dem Schauplatz des von Cassius Dio beschriebenen Kampfgeschehens der Varusschlacht – der Überfall auf eine Marschkolonne von mehreren Kilometern Länge aus dem Hinterhalt – damit zugleich eher fraglich geworden.

## Fundregion

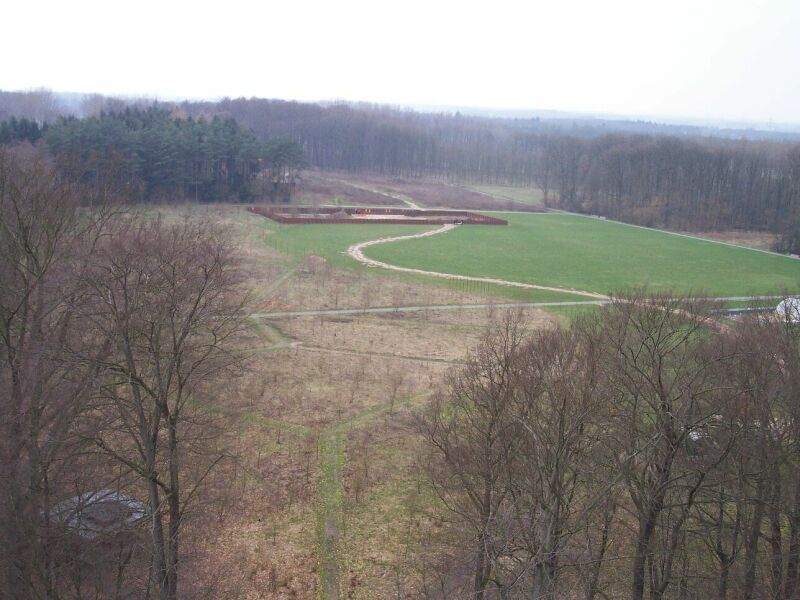
Vermuteter Ort der Varusschlacht bei Kalkriese

Das Fundareal befindet sich etwa 16 km nordöstlich von Osnabrück und 10 km östlich von Bramsche in der Senke bei Bramsche-Kalkriese. Laut dem Archäologen Wolfgang Schlüter ist die Senke „ein etwa 6 km langer und an der schmalsten Stelle rund 1 km breiter Engpass zwischen dem Großen Moor im Norden und dem Kalkrieser Berg, der dem Wiehengebirge vorgelagert ist, im Süden.“
Die Fundgeschichte in dieser Region reicht bis mindestens in das 18. Jahrhundert zurück. Inzwischen wurden zahlreiche Fundstücke entdeckt und Überreste mehrerer Befestigungsanlagen ergraben. Die Funde verteilten sich über ein Areal von mehr als 30 km².
Die heutige Tätigkeit der Archäologen konzentriert sich im Wesentlichen auf das Gebiet der Flurstücke um den Oberesch. Der Name Esch deutet auf eine Methode der Bodenverbesserung hin, die in Norddeutschland etwa ab dem 10. Jahrhundert angewandt wurde und aus der sich Plaggeneschböden gebildet haben. Aus den nahen Moorgebieten sowie aus den eigenen Ställen wurde immer wieder Material herangeschafft, um den vom Anbau von Getreide ausgelaugten Boden zu düngen (sogenannte Plaggenwirtschaft). Die herangeschafften Mengen reichten aus, die ursprüngliche Kulturschicht mit einer weiteren Bodenschicht zu bedecken und damit zu konservieren.
Der römische Feldherr Publius Quinctilius Varus wurde im Jahre 9 n. Chr. von seinem germanischen Verbündeten Arminius verraten und in einer Schlacht vernichtend geschlagen. Für diese im deutschen Bewusstsein bedeutsamste Schlacht wurde das Schlachtfeld bisher nicht abschließend lokalisiert, doch gilt Kalkriese seit 1988 als der Favorit unter den zahlreichen Theorien und Spekulationen zum Ort der Varusschlacht. Der Landkreis Osnabrück und die Stiftung der Sparkassen im Osnabrücker Land errichteten im Jahr 2000 zur Information über die Ausgrabungen auf dem Fundplatz Oberesch den 20 Hektar großen Museumspark Varusschlacht, der 2001 durch ein Museum zum Museum und Park Kalkriese ergänzt wurde.

## Frühe Funde

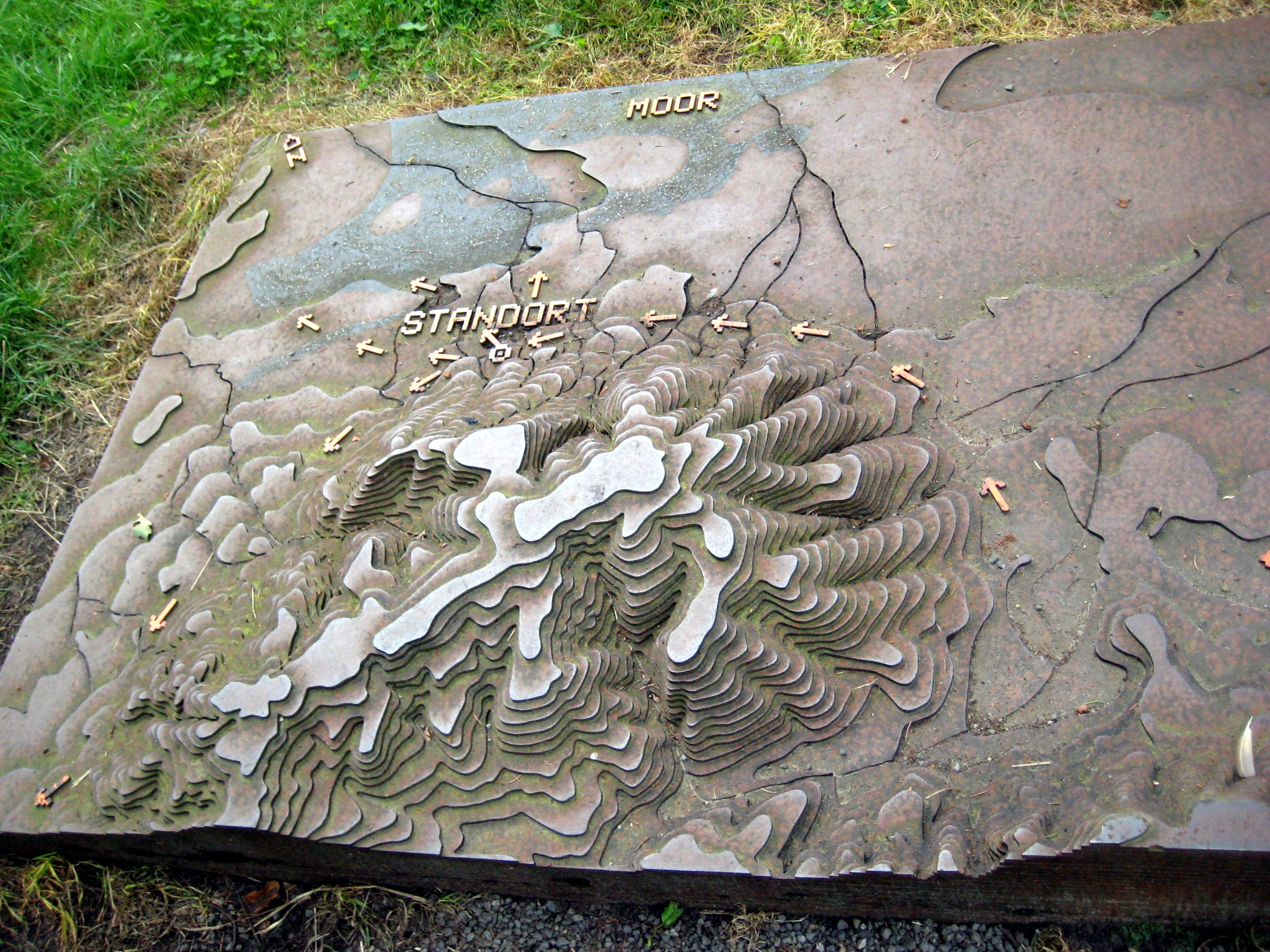
Modell mit dem Gelände der Enge beim Kalkrieser Berg

### Sammlung der Familie von Bar
Schon vor mehreren Jahrhunderten fanden Bauern beim Bestellen der Felder in der Gegend römische Münzen. Die ersten Berichte stammen aus dem Jahre 1692.
Die Familie von Bar, die ihren Sitz auf der Wasserburg Alt Barenaue, später auf dem Schloss Neu Barenaue hatte, versprach den Findern eine Belohnung. Auf diese Weise entstand seit Ende des 17. Jahrhunderts eine Münzsammlung, die auf Graf Heinrich Sigismund von Bar (1655–1721) zurückgeht.
Der Osnabrücker Rektor Zacharias Goeze (1662–1722) berichtete 1698 über die Sammlung: „Herr Heinrich Sigismund von Bar… zeigte 127 Münzen aus seinem Besitz, sowohl goldene als auch silberne, gefunden im Boden von Barenaue. Er verfasste mit eigener Hand eine kleine Schrift so sorgfältig, dass es kaum einer hätte besser machen können.“ Die Sammlung führte schon früh zu Interpretationen: Der Jurist und Philosoph Carl Gerhard Wilhelm Lodtmann (1720–1755) ordnete die Funde den Feldzügen des Germanicus und einem Reitergefecht im Rahmen der Schlacht am Angrivarierwall zu: „Der Ort selbst ist ein wenig entfernt vom Erdwall und vom Dümmersee und passt nicht zum Kampf. Daher kann behauptet werden, dass dort zwischen Reitern beider Völker gekämpft wurde.“
Auch der Jurist und Historiker Justus Möser (1720–1794) vermutete im Jahre 1780 einen Zusammenhang mit der Schlacht am Angrivarierwall: „Der Sieg, den Germanicus damals auf dem Rückzuge an dem Damme erfocht, welcher die Angrivarier und Cherusker schied, soll zu Damme nahe bei diesem Vörden vorgefallen seyn; und man hat in den dortigen Gegenden verschiedene Münzen gefunden. Davon befindet sich ein guter Teil bey dem Grafen von Bar zu Barenau.“
Der Osnabrücker Syndikus Johann Eberhard Stüve interpretierte 1789 die Funde als Hinterlassenschaft der Varusschlacht: „Viele sind der Meinung, dass dieses Treffen in der Gegend von Detmold geschehen sey. Allein der durch das Hochstift fließende Fluss, die Dute genannt, die sehr bergige Gegend, die vielen römischen Münzen so des Kaysers Augustus Namen zeigen, welche noch immer gefunden werden, und andre Umstände, machen es sehr wahrscheinlich, dass der Ort dieser Niederlage im Hochstift Osnabrück, und zwar, wo es mit der Grafschaft Tecklenburg zusammengrenzet, zu suchen sey.“
Der Historiker Paul Höfer vermutete 1884 die Schlacht am Angrivarierwall unweit von Kalkriese an der Hunte. Er führte den Schatz von Barenau als Beweis an, den er selbst genau besichtigt hatte. Die einst in der Sammlung auch vorhandenen Goldmünzen sollen während der französischen Besetzung verlorengegangen sein. Er schrieb: „Die Münzen sind als die Ueberbleibsel jener Schlacht am Angrivarenwalle anzusehen, welche nach Tacitus bis an die Sümpfe (d. große Moor) sich ausgedehnt hat.“
Der Historiker Theodor Mommsen ließ daraufhin im Dezember 1884 die Sammlung durch den Berliner Numismatiker Julius Menadier untersuchen. Zu diesem Zeitpunkt umfasste die Sammlung einen Aureus, 179 Denare und zwei Asse. 1885 interpretierte er aufgrund der Münzfunde und der Topographie ihres Fundortes Kalkriese als Schauplatz der Varusschlacht. Am 15. Januar 1885 trug Mommsen seine Schlussfolgerung der Preußischen Akademie der Wissenschaften vor: „Meines Erachtens gehören die in und bei Barenau gefundenen Münzen zu dem Nachlass der im Jahre 9 n. Chr. im Venner Moor zugrundegegangenen Armee des Varus.“
Der Historiker Friedrich Tewes aus Hannover widersprach Mommsen und ordnete die Funde am 27. Dezember 1887 den Germanicus-Feldzügen des Jahres 15 n. Chr. zu: „Das Terrain zwischen Barenau und Engter hat keine Umwallungen oder sonstige Anhaltspunkte aufzuweisen, und wie bekannt, hat Mommsen seine Hypothese lediglich mit den angeblich in der nächsten Umgegend von Barenau aufgefundenen römischen Münzen, welche sich heute im Besitz des Erblanddrosten von Bar befinden, zu begründen versucht. Der letztere gestattete nun gerne die Besichtigung der Sammlung, deren republikanische und augusteische Denare der Überlieferung nach einzeln durch den Plaggenhieb zu Tage gefördert sein sollen. Hiergegen spricht jedoch die Oxidation der Münzen, die, wie ich bisher beobachten konnte, sich nur bei größeren Funden und niemals bei Einzelfunden in dieser Weise zeigte. Die Beweiskraft wird dadurch bedeutend abgeschwächt. Sämtliche, bezüglich der Kriegsschauplätze der Jahre 9, 15 und 16 n. Chr. aufgestellten Hypothesen stehen überhaupt vor der Hand noch auf sehr schwachen Füßen, immerhin ist die Annahme, dass die Kämpfe des Jahres 15 n. Chr. in der Gegend zwischen Barenau und Engter bzw. im Dieven-Moor stattgefunden haben, die berechtigte, da das dortige Terrain sich wohl mit dem von Tacitus und anderen geschilderten vereinbaren lässt und auch die Richtung des besprochenen Bohlweges darauf bezogen werden kann.“
Zu den weiteren Funden zählte im Jahre 1908 eine Goldmünze. Die Sammlung enthielt auch Münzen aus Meppen sowie möglicherweise aus Spanien. Schon Mommsen vermutete eine Durchmischung mit nicht-örtlichen Funden. Während der Besetzung durch britische Truppen im Jahre 1945 wurde der Schatz entwendet und ist bis heute zum großen Teil verschollen. Im Jahre 1963 fand der Fund einer Silbermünze nur geringe Beachtung.

### Funde des Major Clunn

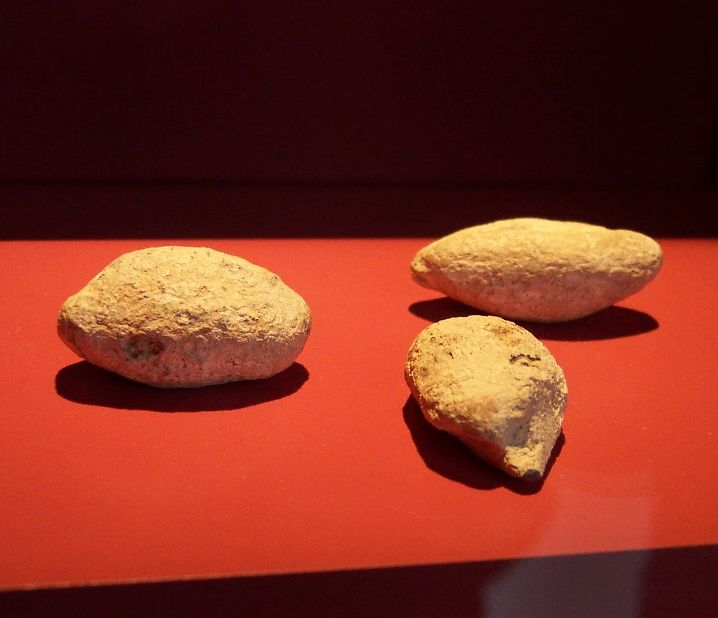
Der Fund der drei Schleuderbleie 1988 war Auslöser der archäologischen Grabungen in Kalkriese.

Der britische Offizier und Sondengänger Major Tony Clunn entdeckte 1987 mit einem modernen empfindlichen Metallsuchgerät 160 Silbermünzen und zwei Spielsteine (latrunculi) in einem Verwahrfund auf dem Flurstück Lutterkrug.
Im Sommer 1988 fand er drei Schleuderbleie. Es waren die ersten militärischen Ausrüstungsgegenstände der Römerzeit, die in dieser Gegend gefunden wurden. Sie legen auch die Anwesenheit von Hilfstruppen nahe, da vor allem im Mittelmeerraum rekrutierte Soldaten solche Geschosse benutzten.

## Archäologische Untersuchungen (seit 1989)

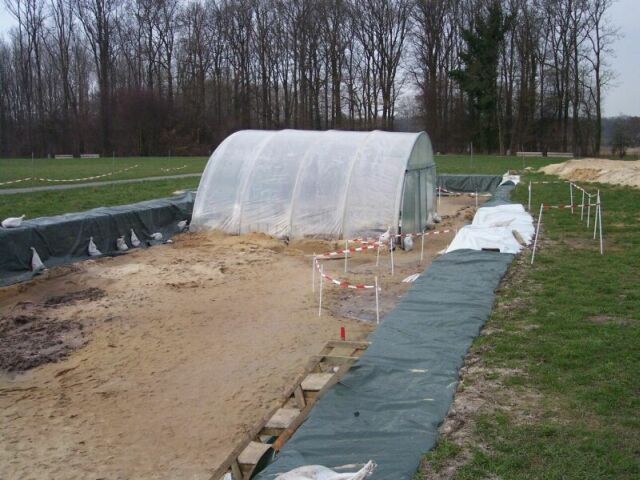
Eine Ausgrabungsstelle auf dem Schlachtfeld

Nach den Funden von Clunn fanden ab 1989 systematische Untersuchungen statt, die noch andauern. Dabei wurden große Mengen an archäologischen Funden wie Münzen, militärischen Ausrüstungsgegenständen und Knochen geborgen. Bis auf wenige Ausnahmen handelte es sich um kleine Stücke und Fragmente, die entweder der systematischen Plünderung eines Schlachtfeldes entgangen sind oder die den Siegern des Aufhebens nicht wert waren. Zu den Befunden zählen in erster Linie Reste von Wallanlagen und wieder verfüllte Gräben, die nur noch durch Erdverfärbungen nachweisbar sind.
Zentrum der Untersuchungen bildet die Flur Oberesch, auf der sich die meisten Funde und Befunde erhalten haben. Darüber hinaus erstrecken sich die Spuren der antiken Kriegsereignisse über ein größeres Areal von ungefähr 30 Quadratkilometern. Die östlichsten Fundstellen befinden sich fünf bis sechs Kilometer östlich des Kalkrieser Bergs in den Gemarkungen Schwagstorf und Ostercappeln.

### Münzen

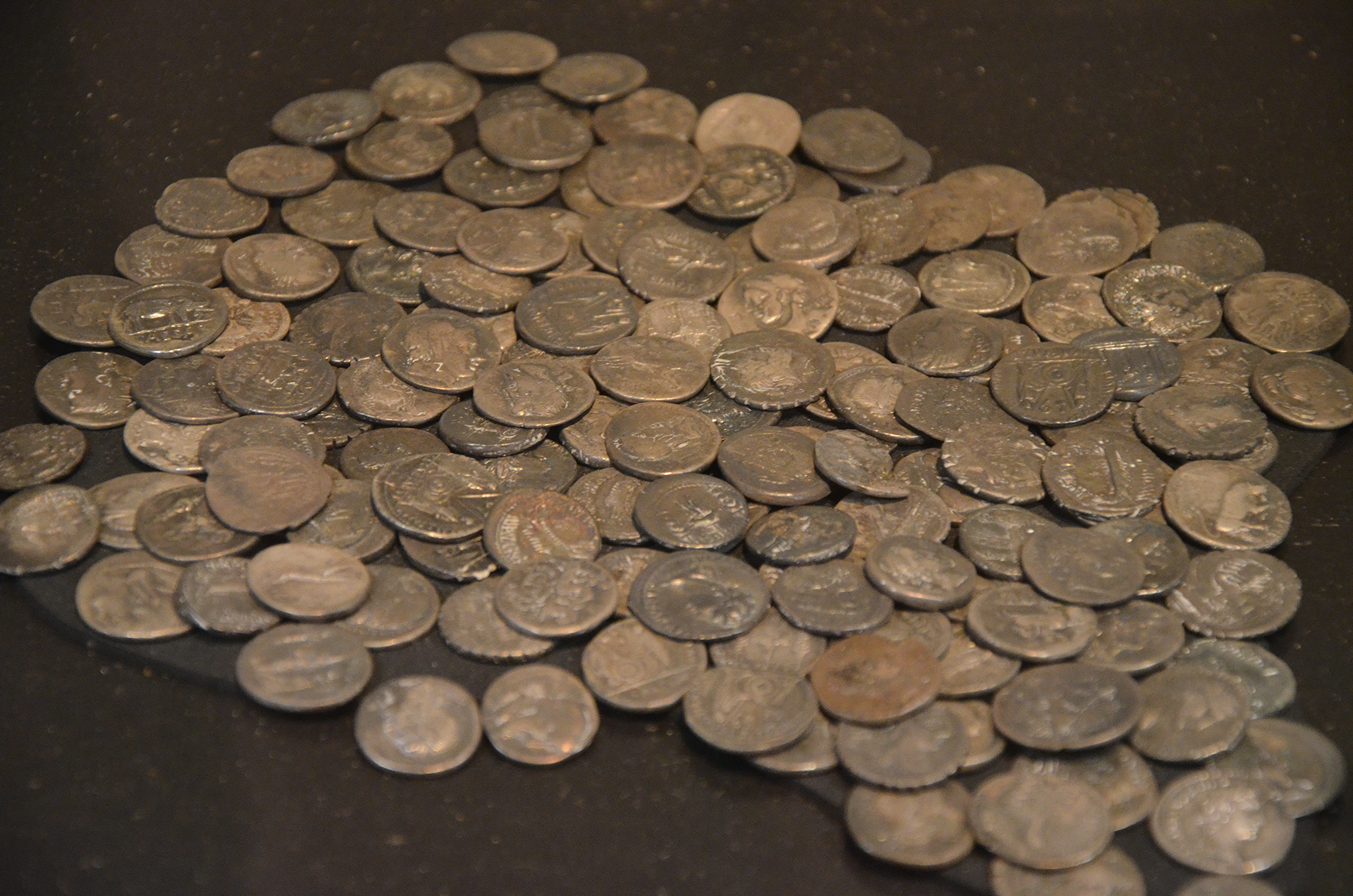
1987 entdeckter Hort von römischen Silbermünzen

Zu den wichtigsten Funden zählen mehrere tausend römische Gold-, Silber- und Kupfermünzen. Sie stammen überwiegend aus der Regierungszeit des Kaisers Augustus, die übrigen sind älter. Zur zeitlichen Einordnung der Kampfereignisse interessieren nur die jüngsten Münzen. Es sind bisher keine römischen Münzen gefunden worden, die später als 9 n. Chr. geprägt wurden. Zu den jüngsten Stücken gehören Kupfermünzen mit dem Gegenstempel des Varus („VAR“), die in den Jahren 7 bis 9 n. Chr. geprägt wurden. Insgesamt wurden in der Fundregion Kalkriese bisher (2017) sieben Hortfunde mit Münzen entdeckt.
Unter diesen ragt ein 2016 entdeckter Hort aus acht Goldmünzen aus den Jahren zwischen 2 v. Chr. und 5 n. Chr. heraus. Die Geldstücke zeigen Augustus und seine damals vorgesehenen Nachfolger Gaius und Lucius Caesar und hatten in ihrer Zeit eine erhebliche Kaufkraft. Ein weiterer Hortfund wurde 2017 per Metallsuchgerät etwa 150 Meter nördlich der zentralen Fundstelle am Oberesch entdeckt. Mit etwa 220 Silbermünzen (Denaren), die sich zeitlich vom Jahr 180 v. Chr. bis etwa 2/1 v. Chr. erstrecken und möglicherweise den Rest einer römischen Truppenkasse darstellen, handelt es sich um den bisher größten Hortfund östlich des Rheins.
Unter den in der Fundregion Kalkriese gemachten Münzfunden von Assen befanden sich immer wieder kleinere Siegelstücke, mit denen üblicherweise das Säckchen mit Schreibutensilien verschlossen wurde. Ihr gehäuftes Auftreten in der Gegend von Kalkriese lässt die Vermutung aufkommen, dass das Vergraben der persönlichen Besitztümer der römischen Soldaten vor einem Gefecht von der Armee organisiert wurde, um je nach Ausgang des Gefechtes Eigentumskonflikte zu vermeiden und den beteiligten Soldaten ihre persönliche Habe zurückerstatten zu können. Für Verwundete und Tote werden ähnliche Regeln vorhanden gewesen sein.
Art, Menge und Verbreitung von aufgefundenen Münzen lassen die Hypothese zu, dass es sich bei Kalkriese um eines unter vielen Kampffeldern der untergegangenen Legionen handelt. Die großräumige Streuung des gesamten Fundmaterials sowie der Münz-, Einzel- und Hortfunde macht die Interpretation als Verlustgut unwahrscheinlich. Die Gabelung des Fundstranges etwa 500 Meter westlich der Ausgrabungsstätte deutet dagegen auf ein unkoordiniertes und planloses Vorgehen der Römer während einer Schlacht hin.

### Ausrüstungsteile

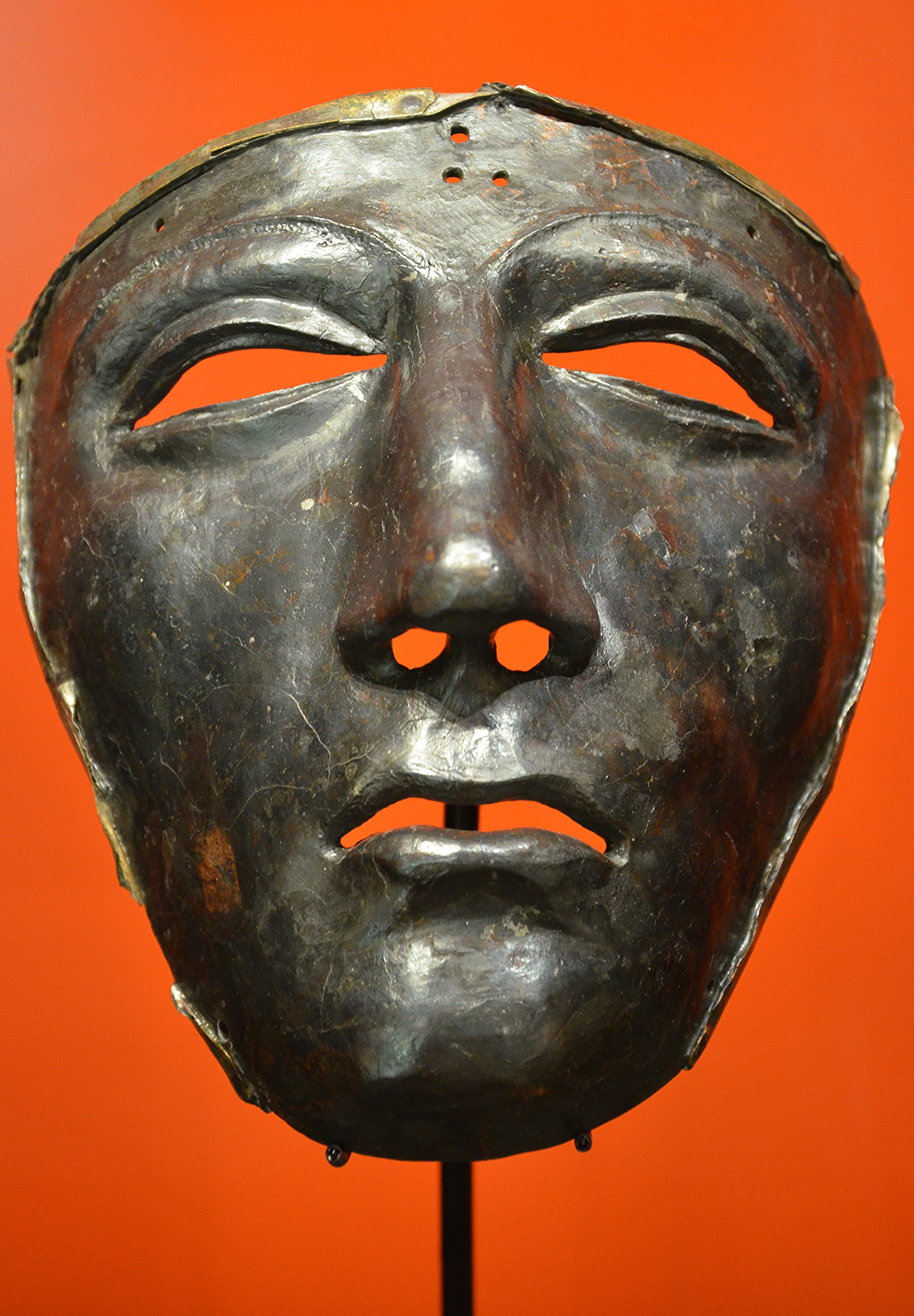
Die eiserne Gesichtsmaske weist Reste eines Überzuges aus Silberblech auf und war Teil eines Maskenhelmes.

Zu den Fundstücken zählt auch eine eiserne, einst mit Silberblech überzogene Gesichtsmaske des Helms eines römischen Reiters. Sie wurde 1990 gefunden.
Im Jahre 1992 kam das bronzene Mundblech einer Schwertscheide aus dem Boden. Die Untersuchungsergebnisse wurden der Öffentlichkeit im Jahre 2007 vorgestellt. Das Mundblech trägt eine Besitzer-Ritzinschrift mit der Abkürzung LPA. Die Inschrift kann als L(egio) P(rima) A(ugusta) gelesen werden.
Die Ausgräber fanden verschiedene Teile der Ausstattung von Reit- und Zugtieren wie beispielsweise eine als Deichselende umfunktionierte Kuhglocke oder einen bronzenen Anhänger eines Pferdegeschirrs, der gleichzeitig die Funktion eines Amuletts hatte.
Außerdem gibt es Fundstücke aus verschiedenen handwerklichen Bereichen. So weisen ein bronzener Knochenheber und ein bronzener Skalpellgriff auf die Anwesenheit von Ärzten und die gefundenen bleiernen Senklote auf Landvermesser hin.
2018 wurde mittels einer Blockbergung ein fast vollständig erhaltener römischer Schienenpanzer mit etwa 30 Platten geborgen und zunächst per Computertomografie in Fürth untersucht. Das Fundstück stammt aus der Regierungszeit des römischen Kaisers Augustus (31 v. Chr. bis 14 n. Chr.) und ist aus dieser Zeitstellung der einzige erhaltene Schienenpanzer. Auf Schulterhöhe des Schienenpanzers fanden die Forscher eine römische Halsgeige als eisernes Fesselungsinstrument für Hals und Hände. Archäologen deuten den Fund so, dass der Schienenpanzer einem römischen Soldaten gehörte, der eine militärische Auseinandersetzung überlebt hat und später mit einer Halsgeige gefesselt zu Tode kam. Möglicherweise ist er im Nachhinein geopfert worden, da sich auf antiken Schlachtfeldern meist nur kleinteiliger Schrott findet, den Plünderer bei der Nachsuche übersehen haben.

### Knochen
Es wurden ab 1994 mehrere Gruben gefunden, die mit Menschen- und Tierknochen gefüllt waren, sowie im Sommer 2000 die Überreste eines vierjährigen, angeschirrten Maultiers mit gebrochenem Genick, das offenbar von einer während des Kampfes zusammengebrochenen Wallanlage verschüttet wurde. Bis 2001 wurden die Reste von 8 Pferden und 30 Maultieren nachgewiesen.
Die Reste menschlicher Knochen von insgesamt 17 Individuen stammen durchweg von gesunden Männern im Alter zwischen 25 und 45 Jahren. Einige Knochen weisen Hiebspuren auf, beispielsweise ein menschlicher Schädel, der durch einen Schwerthieb gespalten wurde. Der anthropologische Befund weist auch darauf hin, dass die Skelette mehrere Jahre an der Erdoberfläche gelegen haben, was aufgrund der Trockenbrüche der Knochen sowie der ungeordneten Einbringung von nicht vollständigen Skeletten in die Gruben gefolgert wird. Die naturwissenschaftlichen Untersuchungen der Pferde- und Maultierknochen zeigen unter anderem, dass alle Tiere im Spätsommer oder Herbst zu Tode kamen.

### Befunde und archäologische Interpretation der Fundverteilung

#### Germanenwall

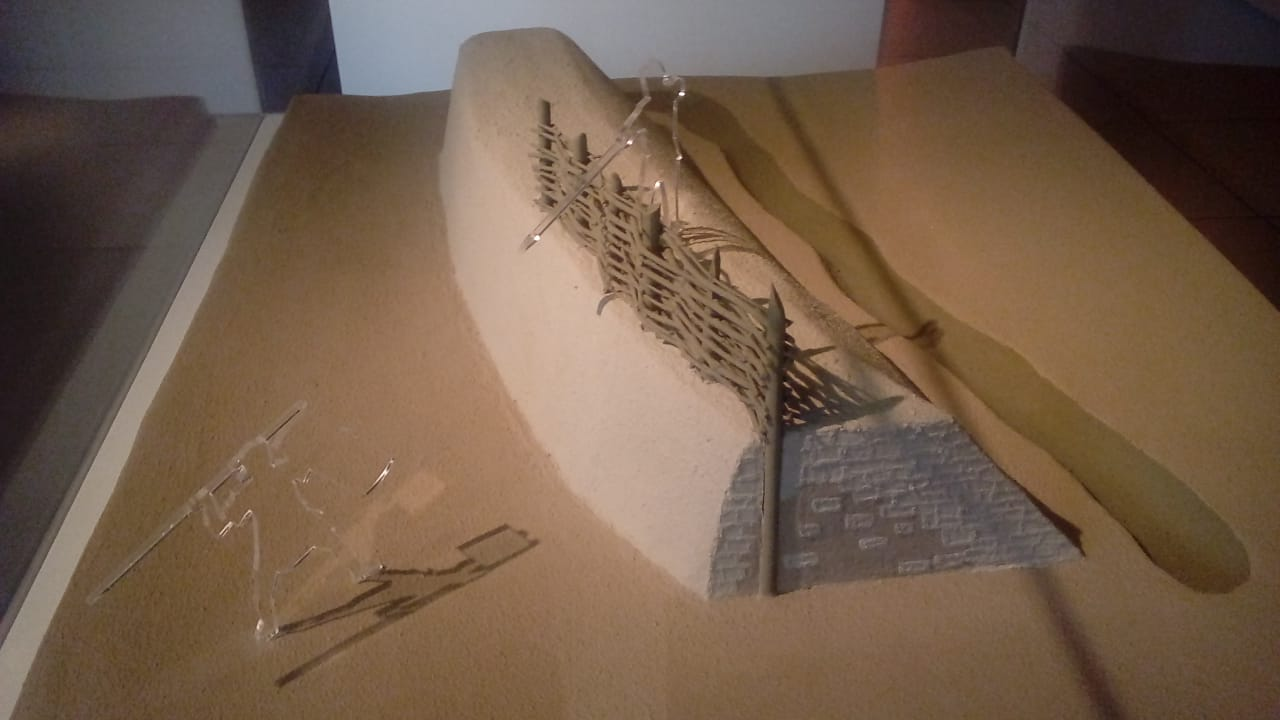
Modell des vermuteten Germanenwalls im Museum Kalkriese

Auf dem zentralen Fundplatz Oberesch wurde 1990 eine etwa 400 Meter lange, in Ost-West-Richtung verlaufende Wallanlage entdeckt, die als „Germanenwall“ bezeichnet wird. Hauptsächlich aus Rasensoden errichtet, dürfte sie eine Sohlbreite von viereinhalb bis fünf Meter gehabt haben. Sie besaß keinen vorgelagerten Befestigungsgraben, sondern war mit einem als Drainage interpretierten schmalen Graben an der (damals angenommenen) Rückfront versehen. Ihre ursprüngliche Höhe wird auf zwei Meter geschätzt.

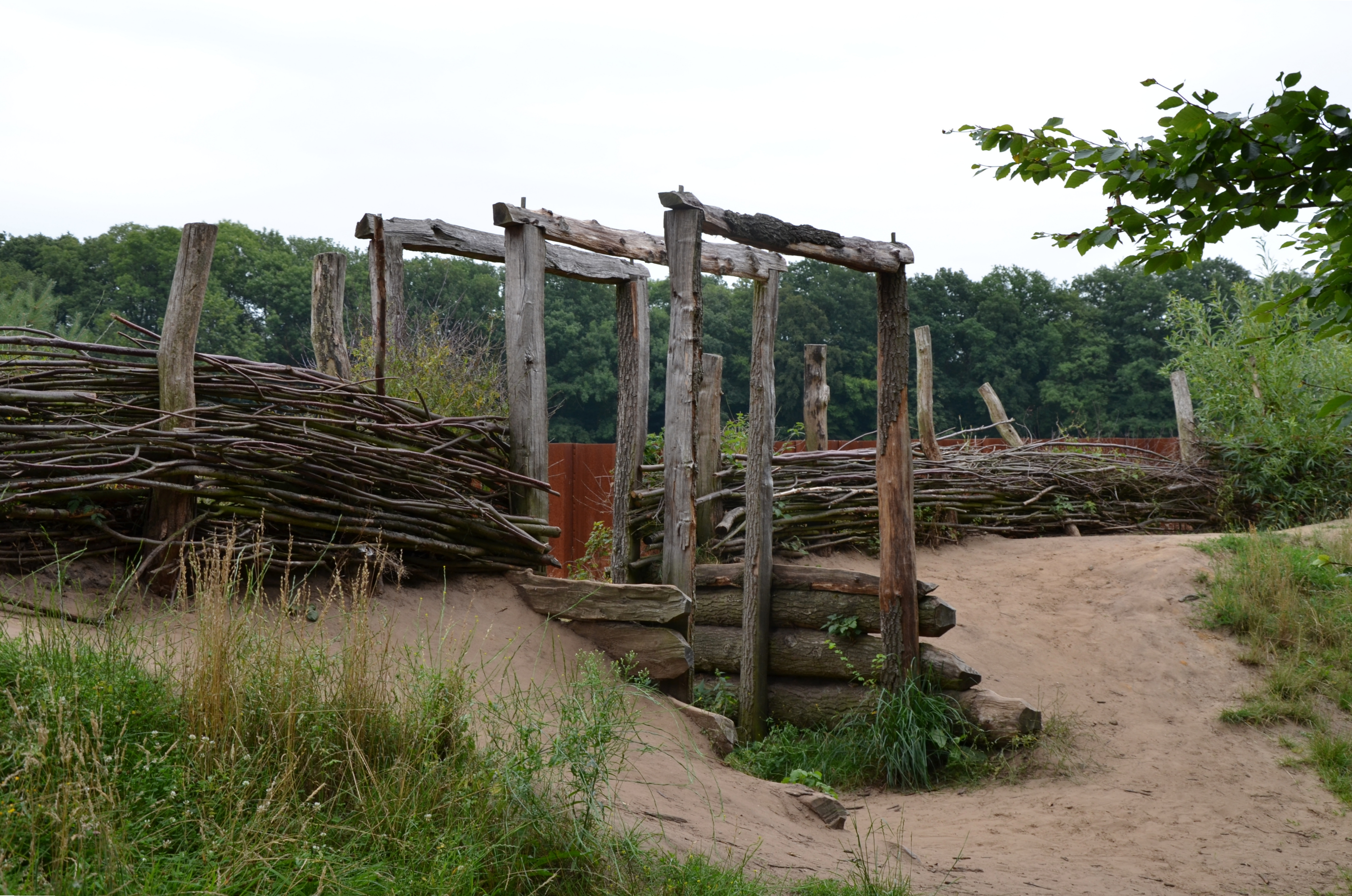
Rekonstruktion der Wallanlage am ersten Fundplatz auf dem Gelände Oberesch

An der Wallanlage wurden viele Kleinteile wie Kupfermünzen oder Fragmente gefunden. Nach der Deutung von Susanne Wilbers-Rost war der Wall so angelegt, dass von ihm aus der Weg besonders gut angegriffen werden konnte. Der Wall wies Pfostengruben einer Brustwehr, Durchlässe und einen Stichgraben auf.
Ein größeres, verziertes Silberblechfragment, das im Jahr 2005 zusammen mit einem verbogenen Bronzeblech in einem teils mulden-, teils V-förmigen Graben am Westende des Walles gefunden wurde, weist darauf hin, dass der rechtwinklig zum Wallende verlaufende Graben erst nach den Kampfhandlungen verfüllt wurde. Wegen des Arbeitsaufwands, mit dem der lange Graben zur Südseite hin angelegt wurde, sprachen die Archäologen der Anlage eine strategische Bedeutung zu. Unter der damaligen Annahme einer Defileeschlacht könnte sie die Funktion gehabt haben, das Vordringen von Gegnern hinter den Wall zu verhindern.

#### Fundverteilung und archäologische Interpretation
Nach einer Reihe von Prospektions- und Grabungskampagnen in der Fundregion Kalkriese zeichnete sich ein charakteristisches Spektrum an archäologischen Funden ab: Keramik war im Vergleich zu den meisten anderen Grabungsstätten auffallend selten, was gegen einen länger genutzten römischen Militärposten spricht. Auch die ‚wellige‘ Form der Wallanlage und ihre Bauweise entsprachen nicht römischen Militäranlagen. Somit war aus archäologischer Sicht davon auszugehen, dass die zahlreichen aufgefundenen römischen Münzen und Militaria eher die Überreste eines Einzelereignisses sind, bei dem ein größeres römisches Heer eine erhebliche Menge an Besitztümern verlor. Die Zusammensetzung des Fundmaterials und die Existenz des Rasensoden-Walles sprechen konkret für eine Interpretation als Relikte von Kämpfen. Die Wallanlage wurde in diesem Zusammenhang als „Germanenwall“ angesprochen und als Teil des Hinterhalts gedeutet, aus dem die vorbeiziehenden römischen Marschkolonnen angegriffen wurden, als sie gerade einen Engpass passieren mussten (sogenannte Defilee-Schlacht). Größere Mengen an Fundmaterial enthielt neben dem Engpass am „Germanenwall“ auch das Areal, das sich in westliche und nordwestliche Richtung anschließt – dort könnten die dem germanischen Angriff ausgesetzten Römer Flucht gesucht und in kleinere Folgegefechte verwickelt worden sein.
Das Fundmaterial besteht großenteils aus sehr kleinen Fragmenten, was darauf hindeutet, dass die Sieger nach der Schlacht alle wertvolleren Objekte an sich nahmen. Größere Fundkonzentrationen fanden sich vor allem im Versturz der Wallanlage, die wohl nach den Kämpfen auf vor ihr herumliegende Gegenstände fiel und dadurch deren Plünderung erschwerte. Aber neben den siegreichen Germanen könnten auch die Römer nach der Schlacht beim Bergen der Gefallenen und Verwundeten in den ihnen zugänglichen Arealen Gegenstände an sich genommen haben. Zusätzlich ist aber auch die nachantike Nutzung (speziell die mittelalterliche und neuzeitliche Landwirtschaft) als möglicher Einflussfaktor in die Diskussion aufgenommen worden, da diese Aktivitäten die Fundmengen in den unterschiedlichen Bereichen der Fundregion Kalkriese entscheidend ‚manipuliert‘ haben könnten.

#### Neuinterpretation als römisches Marschlager
Schon früh wurden Gräben mit V-förmigem Querschnitt („Spitzgräben“) im Osten und Westen des Obereschs gefunden, die etwa rechtwinklig zum ost-westlich verlaufenden „Germanenwall“ liegen. Aus diesen Funden typisch römischer Grabenanlagen gingen erste Zweifel an der bisherigen Deutung des Fundplatzes hervor. Der lange in Kalkriese tätige Archäologe Wolfgang Schlüter schlug bereits 2011 vor, dass die dort entdeckten Befunde kein germanischer Hinterhalt, sondern ein römisches Lager gewesen sein könnten. Bereits 2004 hatte ein an den Ausgrabungen beteiligter Student den verantwortlichen Archäologen gegenüber Zweifel an der germanischen Herkunft des gefundenen Wall-Graben-Systems geäußert, die er aber erst 2017 veröffentlichte.
Lebhafter wurde diese Diskussion, als die Archäologen 2016 auf dem Gelände des heutigen Archäologie-Parks ein dort nicht vermutetes Wall-Graben-System entdeckten. Es liegt rund 125 Meter nördlich des bekannten Walles am Oberesch und erstreckt sich – zumindest in dem schmalen Teil, der durch den Grabungsschnitt aufgedeckt wurde – ebenfalls in Ost-West-Richtung, also parallel zum Wall am Oberesch. Ebenfalls gefunden wurden spät-augusteische Waffenteile, darunter Bolzen, die römischen Katapultgeschossen zugeordnet werden können und die auf Kampfhandlungen am Wall schließen lassen. Diese Funde und die für römische Anlagen typische V-Form des Grabens machen wahrscheinlich, dass es sich bei dem neu gefundenen Graben im Norden um die Verteidigungsanlage eines römischen Marschlagers handelt. Die bereits länger bekannten Spitzgräben im Westen und Osten könnten zwei weitere Außenseiten dieses Lagers markiert haben.
Diese Funde warfen ein neues Licht auf den bisher rein als Hinterhalt-Situation interpretierten Kampfplatz. Angesichts der neu entdeckten Spitzgräben wurde auch der bisher so genannte „Germanenwall“ am Oberesch als deren südliches Gegenstück interpretiert und nicht, wie bisher angenommen, als Teil eines germanischen Hinterhalts.

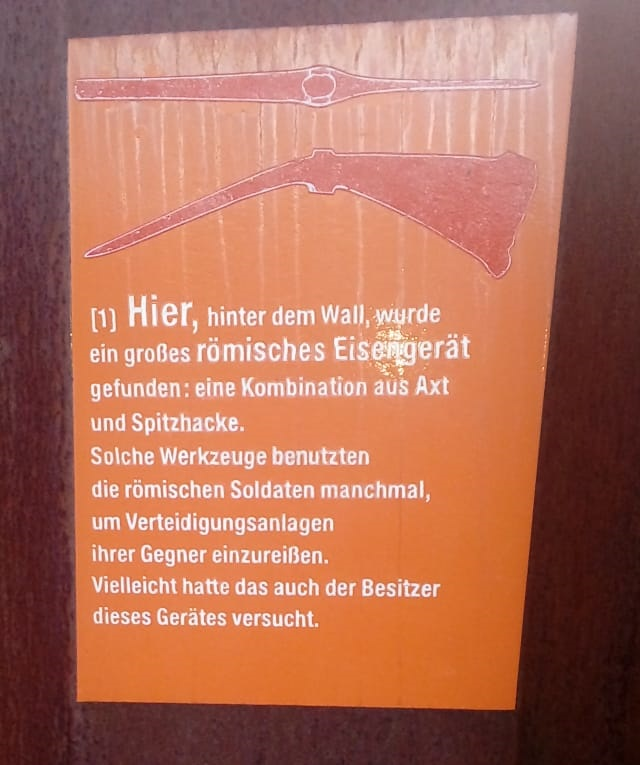
An dem vermuteten Germanenwall wurde auch eine Dolabra, ein römisches Schanzwerkzeug, gefunden

Bei den Ausgrabungen im Jahr 2017, die ebenso wie im Jahr 2016 von dem Archäologen Salvatore Ortisi geleitet wurden, fanden sich weitere Indizien für ein römisches Marschlager, in dem sich die Römer verschanzt haben könnten. Der im Frühjahr 2017 in einem Bereich zwischen 50 und 150 Meter nördlich des Walls am Oberesch gefundene Hort mit 220 römischen Münzen ließe sich als Truppenkasse der Legionäre deuten, die wohl am ehesten innerhalb eines Lagers aufbewahrt worden sein dürfte. Argumente für die Deutung als Römerlager sind auch die im Laufe der Ausgrabungen festgestellten Annäherungshindernisse durch Wälle und Gräben. Dabei wurden die für römische Marschlager typischen V-förmigen Gräben entdeckt. Laut Ortisi spricht auch der unregelmäßige Verlauf der gefundenen Wallanlagen dafür, dass sie von den Römern in großer Eile errichtet wurden.
Ergänzende Ausgrabungen wurden im Jahr 2021 durchgeführt, um den Zusammenhang des „Germanenwalls“ und der römischen Spitzgräben zu klären. Dabei stellte sich heraus, dass der westliche Spitzgraben über den „Germanenwall“ hinaus nach Süden reicht und dieser damit nicht Teil des Römerlagers war. Die römische Herkunft der Grabenanlagen im Westen (und damit auch der im Osten und Norden) wurde durch die Nachgrabungen bekräftigt, die römische Herkunft des Walles im Süden ließ sich jedoch nicht bestätigen, sodass es sich nun doch wieder um eine germanische Anlage handeln könnte.
Ein mögliches Marschlager in Kalkriese würde, wenn man die übliche Form römischer Lager voraussetzt, um die sechs Hektar bedecken und Platz für 3.000 bis 4.000 Soldaten bieten. Damit wäre es zu klein für die Heere des Germanicus (16 n. Chr., Schlacht am Angrivarierwall) oder des Caecina (15 n. Chr., Schlacht bei den pontes longi). Es würde jedoch gut zu einer späten Phase der mehrtägigen Varusschlacht passen, in der der größte Teil der drei Legionen des Varus bereits aufgerieben war. Deshalb hält Ortisi auch nach seinen Entdeckungen an der Annahme fest, dass es sich beim Fundort Kalkriese vermutlich um ein Zeugnis des Varusereignisses handelt.

## Historische Interpretation

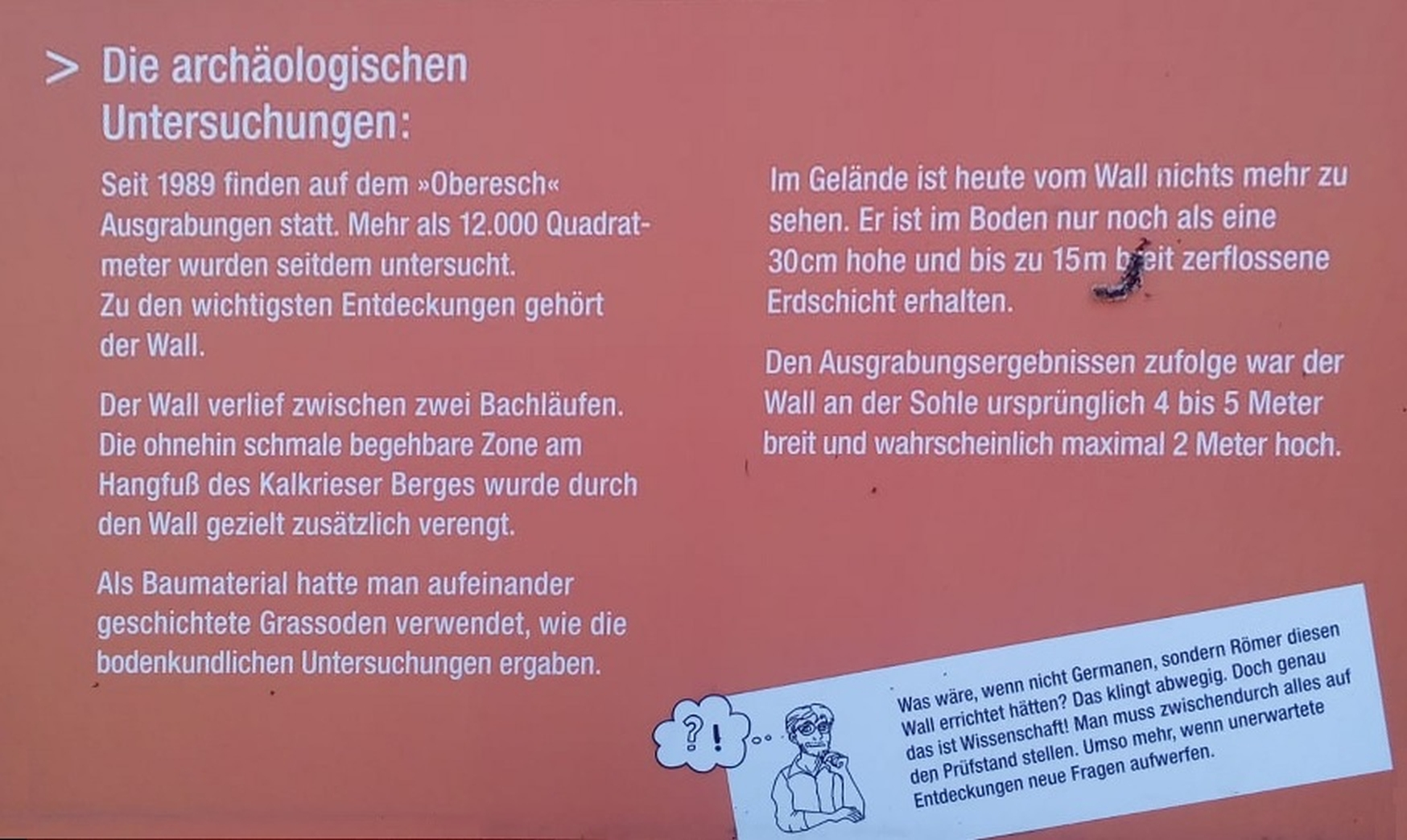
Was wäre, wenn nicht Germanen, sondern Römer diesen Wall errichtet hätten? – Mit aufgeklebten Zusatztexten versucht das Kalkrieser Museum die Weiterentwicklung der Forschungsdiskussionen zu dokumentieren.

Die im Folgenden vorgestellten Interpretationen wären durch abschließende Befunde des ab 2016 entdeckten Wall-Graben-Systems zu modifizieren.

### Interpretation als Relikte der Varusschlacht
Auch wenn die Diskussion nicht abgeschlossen ist, hält die große Mehrheit der Historiker einen Zusammenhang zwischen Kalkriese und der Varusschlacht aufgrund einer Reihe von Indizien zumindest für eine plausible Hypothese. Auch Salvatore Ortisi hält nach den spektakulären Entdeckungen der Jahre 2016 und 2017 an der Annahme fest, dass es sich bei dem Fundort um ein Zeugnis des „Varusereignisses“ handelt. Diese von ihm bevorzugte Bezeichnung soll den als interpretatorisch zu engführend empfundenen Ausdruck „Varusschlacht“ vermeiden, denn die bisherige Deutung des Fundgeländes als Schauplatz eines Defilee-Schlachtgeschehens ist durch die Neuinterpretation der Wallanlagen als Teile eines Marschlagers unwahrscheinlich geworden.
Die einzige bisher verfügbare Basis zur Datierung der Geschehnisse sind die gefundenen Münzen, von denen viele den Gegenstempel VAR (VARus) oder VAL (VALa) aufweisen, also Varus selbst oder seinem Legaten Numonius Vala zugeordnet werden können. Durch den Kölner Brandhorizont ist bekannt, dass bereits 13/14 n. Chr. neue Münzprägungen im Umlauf waren. Bei etwa einem Siebtel der in Köln gefundenen Münzen handelt es sich um Neuprägungen, welche scherbendatiert sind. Da Germanicus seine Legion in Köln stationiert hatte, müssten an einem Ort im Kontext mit Germanicus auch circa ein Siebtel aller verlorenen Münzen postvarianisch sein. In Kalkriese wurde jedoch bei der großen Zahl an vorhandenen Münzen bisher keine einzige postvarianische Münze gefunden. Dies allein ist jedoch als Beweis stark umstritten und gilt daher nicht mehr als ausreichend. Da Haltern nämlich den gleichen Münzhorizont aufweist, müsste es auch nur bis 9 n. Chr. belegt gewesen sein, was dann aber wiederum gegen die Hypothese spricht, dass in Haltern Aliso war, welches aber noch nach Varus belegt worden war. Die Hypothese, dass Haltern Aliso ist, gilt als sehr wahrscheinlich.
Die in Kalkriese gefundenen jüngsten Münzen (Schlussmünzen) dienen als Beweis dafür, dass die dortige Schlacht nicht vor 9 n. Chr. stattgefunden haben kann.
Die Datierung der Münzen und die Entdeckung der Knochengruben, die anthropologischen Befunde und die Untersuchungen der gefundenen Tierknochen deuten darauf hin, dass Kalkriese als Ort der Varusschlacht wahrscheinlich ist. Das besondere Interesse und die frühzeitige, von einigen Wissenschaftlern auch als voreilig kritisierte Entscheidung, dass es sich um die Örtlichkeit der Varusschlacht handele, führte dazu, dass die immer noch laufenden Ausgrabungen schon frühzeitig der Öffentlichkeit zugänglich gemacht wurden. Bereits 1993, also eine verhältnismäßig kurze Zeit nach den ersten archäologischen Funden, wurde ein Informationsraum auf einem Bauernhof eröffnet.
Ein weiteres, für Kalkriese sprechendes Indiz sind chemische Untersuchungen des Deutschen Bergbau-Museums Bochum an Buntmetallfunden, deren Ergebnisse 2022 bekannt gegeben wurden. Forscher identifizieren anhand des „metallurgischen Fingerabdrucks“ durch einen „sehr spezifischen Antimon- und Nickelgehalt“ die Anwesenheit der geschichtlich überlieferten 19. Legion als Teilnehmer der Varusschlacht im Gebiet von Kalkriese. Sie hatten rund 550 Proben aus Funden von sieben Legionsstandorten, unter anderem Haltern, Dangstetten, Neuss, Xanten und Windisch, miteinander abgeglichen. Der Abgleich ergab signifikante Übereinstimmungen zwischen den Buntmetallfunden wie Gürtelschnallen, Gewandnadeln und Riemenhaltern aus Kalkriese und denen der Römerlager Dangstetten und Haltern, in denen die 19. Legion Jahre vor der Varusschlacht stationiert war.
Zu den Kritikern der frühen Festlegung zählen unter anderem der Historiker Rainer Wiegels, der Archäologe Stephan Berke, der Historiker Peter Kehne sowie der Numismatiker und Althistoriker Reinhard Wolters, der Althistoriker Dieter Timpe und der Mediävist Herwig Wolfram.
Nach Peter Kehne sprechen die geringe Anzahl menschlicher Individuen, die Durchmengung mit Tierknochen und das Fehlen von Überresten von Frauen und Kindern gegen die Bestattung durch Soldaten des Germanicus. Die Wallanlage mit ihrem südwärts gerichteten Spitzgraben interpretiert Kehne als römische Sicherung. Die Länge des Walls und die Größe des Bereichs, der bis zu diesem Zeitpunkt als Schlachtfeld angesehen wurden, könnten nicht den erwarteten Ausmaßen der Varusschlacht entsprechen.

### Interpretation als Relikte der Schlacht des Caecina
Im Jahre 15 n. Chr. begann Germanicus nach der Schilderung des Tacitus weitere Feldzüge in Germanien (Germanicus-Feldzüge 14 bis 16 n. Chr.). Die Legionen suchten auch das Schlachtfeld der Varusniederlage auf und bestatteten die sterblichen Überreste der Gefallenen. Wenig später ließ Germanicus seine Truppen in drei Abteilungen zurückmarschieren, von denen eine von dem römischen General Caecina geleitet wurde. Arminius griff dieses Kontingent in der Schlacht an den Pontes longi an. Die pontes longi waren ein Damm- oder Bohlenweg, dessen Umgebung topografische Ähnlichkeiten mit dem Ort der Varusschlacht aufgewiesen haben soll. Der auch Schlacht des Caecina genannte Kampf ähnelt der Varusschlacht in ihrem Verlauf und weist auch weitere Gemeinsamkeiten mit ihr auf. Diese große Schlacht schilderte Tacitus nach Auffassung der meisten Historiker bewusst als ein trotz aller Verluste für die Römer positiv ausgegangenes Gegenstück zur Varusschlacht.
Da die Archäologen in kaum zehn Kilometer Luftliniendistanz zu Kalkriese einen Bohlenweg aufgefunden haben, der dendrochronologisch in das Jahr 15 n. Chr. datiert werden kann und die aufgefundenen Hölzer als germanische Waffen mit Kampfspuren gedeutet werden, werden die Funde von Kalkriese von einigen Wissenschaftlern als Ort der Schlacht an den Pontes Longi interpretiert. Zu dieser Schlacht passt ein in Kalkriese gefundenes und der Öffentlichkeit im Jahre 2007 vorgestelltes Mundblech einer Schwertscheide, das eine Besitzer-Ritzinschrift mit der Abkürzung „LPA“ trägt. Die Inschrift wird als L(egio) P(rima) A(ugusta) gelesen. Die 1. Legion war an der Schlacht des Caecina beteiligt und nach den Angaben von Tacitus in besonders schwere Kämpfe verwickelt.
Die These über eine Verbindung zu Caecina vertreten unabhängig voneinander die Historiker Peter Kehne und Reinhard Wolters.

### Interpretation als Relikte der Schlacht am Angrivarierwall
Die Vermutungen hinsichtlich eines Zusammenhangs mit den Feldzügen des Germanicus gehen schon auf Lodtmann 1753 und Möser 1780 zurück. Der Angrivarierwall soll sich bis zum Steinhuder Meer erstreckt haben.

## Rezeption
- Netflix-Serie Barbaren von 2020[55]